# کلاوس تشوشچر
کلاوس تشوشچر (انگلیسی: Klaus Tschütscher؛ زادهٔ ۸ ژوئیهٔ ۱۹۶۷) سیاست‌مدار اهل لیختن‌اشتاین است.
او دوازدهمین نخست‌وزیر لیختن اشتاین از ۲۵ مارس ۲۰۰۹ بود تا اینکه در تاریخ ۲۷ مارس ۲۰۱۳ این منصب را تحویل داد. او پدر دو فرزند است.